# Stèle du génocide arménien de Clermont-Ferrand
La stèle du génocide arménien de Clermont-Ferrand est une stèle commémorative dédiée au génocide arménien situé place d'Arménie à Clermont-Ferrand, en Auvergne.

## Présentation
Le monument est inauguré le 15 avril 2015 (jour de commémoration du génocide arménien), cent ans après le début du génocide, en présence d'Olivier Bianchi, maire de Clermont-Ferrand.
Elle se présente sous la forme d'une stèle rappelant les dates du génocide des arméniens débuté en 1915 et terminé en juillet 1922. Elle fait régulièrement l'objet de commémoration et de recueillements par la communauté arménienne d'Auvergne, notamment grâce à l'association Rencontres et Culture Arménienne à l'origine du projet, avec le concours des personnalités politiques locales.
Elle est située sur la place d'Arménie, nouveau nom depuis 2022 de l'ancienne place des Vignerons. La place sur laquelle se situe le mémorial arménien a été inaugurée le 19 juillet 2022 en présence du maire Olivier Bianchi et de Hasmik Tolmajian, ambassadrice d'Arménie en France.